# 特命係長 只野仁 最後の劇場版
『特命係長 只野仁 最後の劇場版』（とくめいかかりちょう ただのひとし さいごのげきじょうばん）は、高橋克典主演のテレビ朝日のテレビドラマ『特命係長 只野仁』の劇場版。2008年12月6日公開。

## キャスト
人物相関図

### 電王堂
只野 仁（ただの じん）
演 - 高橋克典
電王堂総務二課係長。
坪内 紀子（つぼうち のりこ）
演 - 櫻井淳子
電王堂秘書課。
森脇 幸一（もりわき こういち）
演 - 永井大
電王堂メールボーイ。
山吹 一恵（やまぶき かずえ）
演 - 蛯原友里
電王堂総務二課。
佐川 和男（さがわ かずお）
演 - 田山涼成
電王堂総務二課長。
野村 俊夫（のむら としお）
演 - 近江谷太朗
電王堂営業課長。
久保 順平（くぼ じゅんぺい）
演 - 斉藤優（パラシュート部隊）
電王堂営業課。
足立 和美（あだち かずみ）
演 - 細野佑美子
電王堂秘書課。
黒川 重蔵（くろがわ じゅうぞう）
演 - 梅宮辰夫
電王堂会長。

#### 総務二課
- 井上さおり - 庄司麻衣
- 上村真樹 - 小野晴子
- 遠藤雅子 - 山岡由実
- 小島エリカ - MISAKI
- 君島あや - 藤澤志帆

### ジャパンテレビ
新水 真由子（しんみず まゆこ）
演 - 三浦理恵子
ジャパンテレビのアナウンサー。
瀬尾 広子（せお ひろこ）
演 - 椎名法子
新水真由子の後輩アナウンサー。
飯村 真一（いいむら しんいち）
演 - 飯村真一（テレビ朝日アナウンサー）
ジャパンテレビのアナウンサー。

### Amusement Cafe「めいどinじゃぱん」
あいみん
演 - 早美あい
メイド喫茶従業員。
りりたん
演 - りりあん
メイド喫茶従業員。

### サウナ風呂
アニータ
演 - 小澤マリア
サウナ従業員。
陳 満珍（ちん まんちん）
演 - 春咲あずみ
謎の中国人。

### ゲスト

#### 電王堂（ゲスト）
坂上
演 - 入江雅人
電王堂 営業一部社員。
村川 秀行
演 - 吹越満
電王堂 営業二部部長。勤勉な性格であり、ストーリーのカギを握る人物。
安西 虎彦
演 - 長谷川初範
電王堂 経理担当常務。「フラワー・アース・フェスタ2008」では財務担当。生年月日は1952年4月23日。経理の番人であり、利益の事しか考えない今回のストーリーの鍵を握る重要人物。
山西 裕一
演 - 赤井英和
電王堂 大阪支社社員。「フラワー・アース・フェスタ2008」のプロジェクト総括責任者。会長の黒川も大阪支社に勤めていた経験があり、黒川から「一緒に来ないか」と誘われたが、生まれ育った大阪で働きたいという理由で断った。それでも、会長からの信頼も厚く、只野も慕っている。家族よりも仕事を取り家庭崩壊寸前だったが、5年振りに家族とよりを戻そうとした。

#### ビッグスタープロモーション
シルビア
演 - 秋山莉奈
人気グラビアアイドル。大阪府出身。「フラワー・アース・フェスタ2008」のイメージキャラクター。何者かに狙われそうになり脅え、只野がボディガードをする。
加藤 エミ
演 - 西川史子
シルビアのマネージャー。男には全く興味がない。敏腕マネージャー、シルビアを厳しい目線とする。
吉川 勝美
演 - 松澤一之
ビッグスタープロモーション社長。
須藤 英輔
演 - 富岡晃一郎
シルビアの運転手。

#### その他
田中 伸介
演 - 桑名正博
なにわ芸能社長（シルビアの元所属事務所）。気さくな人物。
堀口
演 - デビット伊東
英会話学校タートル社長。自己主張が激しく、英語交じりの会話をする。
三枝
演 - インディ高橋
シルビアを誘拐しようとした男。
まっちゃん
演 - おかやまはじめ
マスコミ。
チョウ
演 - チェ・ホンマン
謎の用心棒。
- 夏川亜咲※
- 特別出演
  - 宝くじ販売員 - 山村紅葉
  - 番組MC - 雨上がり決死隊
  - 電王堂社員 - 谷隼人
  - 電王堂社員 - 尾美としのり
  - ハスラー - 梅宮アンナ
  - たこ焼き屋 - 原口あきまさ

## スタッフ
- 原作 - 柳沢きみお
- 企画・プロデュース - 東城祐司
- プロデューサー - 黒田徹也、秋山圭一郎、伊藤達哉、清水真由美
- 脚本 - 尾崎将也
- 主題歌 - DJ OZMA「MASURAO」（avex trax）
- 音楽 - 仲西匡
- アクションコーディネーター - 竹田道弘
- 撮影 - 朝香昌男
- 編集 - 大畑英亮
- 制作プロダクション - MMJ
- 配給 - 松竹
- 製作 - 「特命係長 只野仁 最後の劇場版」製作委員会（テレビ朝日、松竹、MMJ、ケイダッシュ、電通、朝日放送、メ〜テレ、Yahoo! JAPAN、北海道テレビ放送、静岡朝日テレビ、広島ホームテレビ、九州朝日放送）
- 監督 - 植田尚

## その他
- 野村課長が落下傘にて降下してきた只野とシルビアを見て「パラシュート部隊?（部下を演じている俳優が所属する漫才コンビ名）」と言うシーンがある。